# 산투르

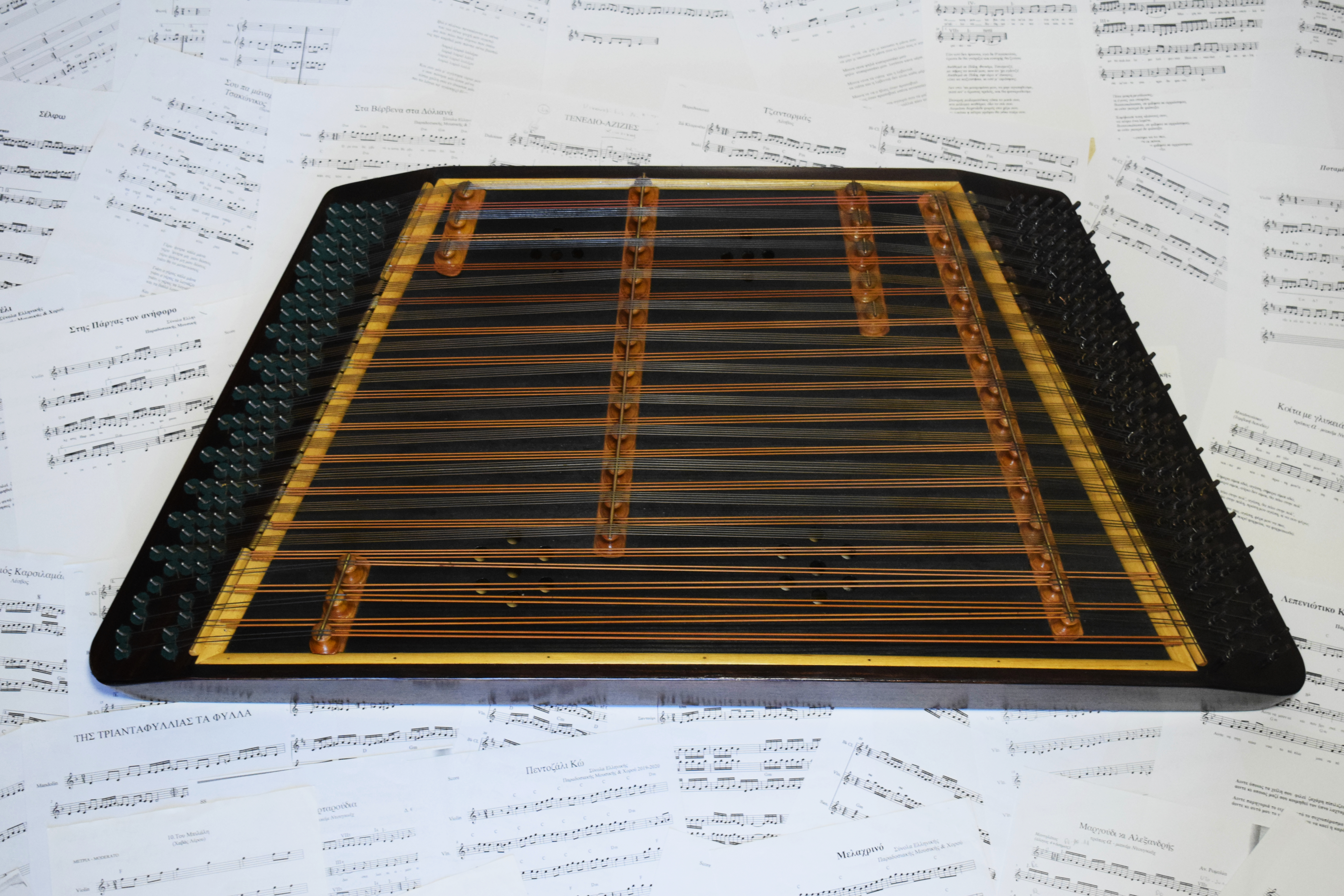

산투르(페르시아어: سنتور)는 이란의 전통악기이다. 사다리꼴 모양의 몸통 위에 72개의 현이 달려있다. "산투르"라는 이름의 뜻은 페르시아어로 "100개의 현"이라는 뜻이다. 오른쪽의 현은 강철로 만들며, 왼쪽의 현은 놋쇠로 만든다. 전형적인 산투르의 음역은 3 옥타브 가량이다.

## 변형
산투르로부터 많은 악기가 파생되었는데, 대표적인 것이 중국과 한국의 양금이다.